# Celluloid Nightmares
Celluloid Nightmares è un film del 1999 diretto da Daisuke Yamanouchi.
Si tratta di una produzione giapponese direct-to-video, sceneggiata dallo stesso regista Yamanouchi.

## Trama
Anno 1999: una reporter sta girando un servizio sull'attrice pornografica Mai Tsurumi, scomparsa misteriosamente circa 7 anni prima quando si trovava all'apice della sua carriera. È opinione diffusa circa la sua sparizione, che esista uno snuff movie in cui l'attrice è stata rapita, torturata e uccisa da una banda di maniaci. La reporter, dopo essersi impossessata del filmato e averlo visionato, decide di indagare allo scopo di verificarne l'autenticità e fare luce sulla vicenda. Duplice sorpresa finale.

## Produzione

### Regia
Realizzato a bassissimo costo come molte altre pellicole del regista, il film è stato girato con lo stile del falso documentario e porta lo spettatore ad assistere ad una viaggio all'interno del cinema giapponese più estremo ed esplicito, un cinema "nudo e crudo" che è il marchio di fabbrica del regista Yamanouchi: vengono infatti mostrate scene trasgressive di sesso tra uomini e donne con le mestruazioni, violenze sessuali, corpi martoriati e smembrati.

## Curiosità
Con lo stesso titolo Celluloid Nightmares è noto il film Re-Wind (Abunômaru: Ingyaku) diretto da Hisayasu Satō nel 1988.